# B'dash
B'dash（ビーダッシュ）は、1996年に活動していた日本のアイドルグループ。

## 概要
企画及びレッスン段階ではピュアコーポレーション所属であったが、後にグループごとホリプロダクション所属となった。
1996年8月7日にシングル『大和撫子スーパースター』（作詞:及川眠子／作・編曲:アキレス・ダミゴス）でデビュー。この曲は同年からスタートしたフォーミュラ・ニッポンのイメージソングとして使用された。
しかし、シングル1枚を出しただけでグループは解散した。

## メンバー
- 天野江梨（あまの えり、1980年6月5日 - ）　東京都出身
- 有沢麻衣子（ありさわ まいこ、1981年7月21日 - ）　東京都出身
- 清水かりん（しみず かりん、1975年10月14日 - ）　東京都出身
- 志村光代（しむら　みつよ、1980年10月16日 - ）　千葉県出身
- 渡辺真理子（わたなべ まりこ、1981年8月10日 - ）　アメリカ出身

## ディスコグラフィ

### シングル
- 大和撫子スーパースター（1996年8月7日、ポニーキャニオン）

## 出演番組
- アイドルオンステージ（1996年、NHK BS2） - レギュラー

## 駆け抜けてGood-bye
駆け抜けてGood-bye（かけぬけてグッドバイ）は1997年2月～3月、NHKの『みんなのうた』で放送されたB'dashの楽曲。
別れと未来に駆け抜けていく様子を歌っている。映像は大井文雄によるアニメーションにB'dashのメンバーが合成で出演していた。
番組内での再放送は2021年現在も行われておらず、シングルも未販売のため視聴は困難である。